# 哥來頓柏 (新南威爾斯州)
哥來頓柏是澳洲新南威爾斯州雪梨內西區的一個市區，位於雪梨商業中心區西南方10（6.2英里）處。
哥來頓是該市另一個市區，位於哥來頓柏以北。

## 教堂
- 金匙華人公理會（Campsie Chinese Congregational Church）

## 學校

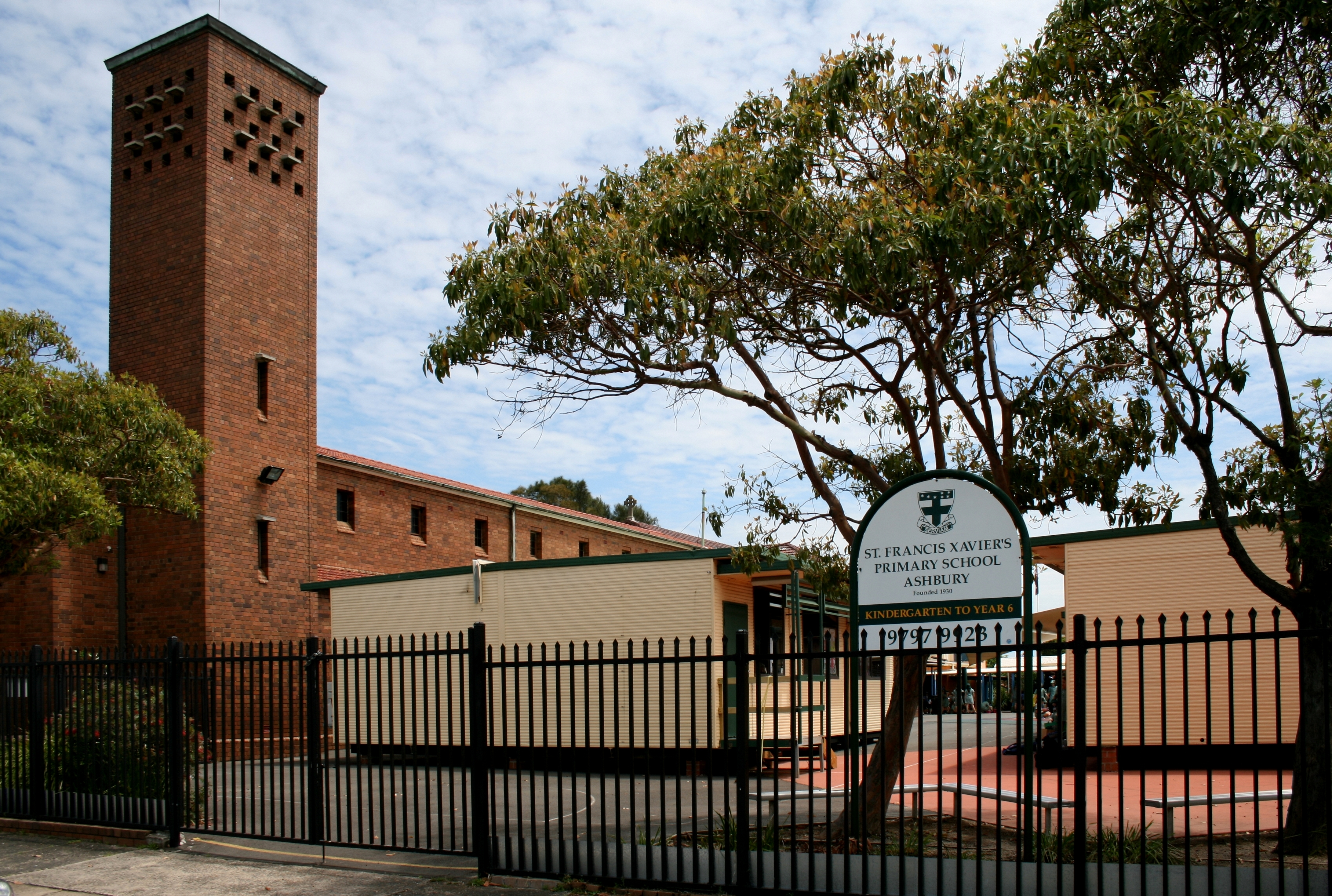
聖方濟薩威天主教學校

- 哥來頓柏公立學校（Croydon Park Public School）
- 聖方濟薩威天主教學校（St Francis Xavier's Catholic School）

## 知名居民
- 比列·賀文，足球員